# Glückstadt
Glückstadt (en danès Lykstad) és una ciutat de Slesvig-Holstein al districte de Steinburg. Cristià IV de Dinamarca volia crear una ciutat ideal conforme a les idees de la il·lustració, va imaginar la «ciutat de la felicitat» (Glück en alemany) el 1617 i va encarregar l'arquitecte neerlandès Pieter de Perceval de fer els plans. La ciutat, amb un port, situada la desembocadura del l'Elba al mar del Nord era concebuda com una concurrent d'Hamburg. Avui té una mica més de 11.000 habitants.
És coneguda per la producció dels matjes (arengs joves fermentats amb enzimes pròpies i sal), una delicadesa gastronòmica. Hi ha el bac Glückstadt–Wischhafen que travessa l'Elba, la primera connexió per travessar l'estuari de l'Elba entre Baixa Saxònia i Slesvig-Holstein. La connexió arriba als limits de capacitat, i des d'anys és discussió de la construcció d'un túnel. Tot i això, la travessia amb bac, que passa prop de l'illa fluvial del Rhinplate, una reserva natural des del 2000, és molt agradable per qui no té pressa.
Encara hi queda un petit port industrial, però avui és sobretot un port esportiu. La ciutat que va mantenir el pla geomètric de l'arquitecte Perceval va mantenir molt del seu encant i atreu molts turistes, per via aquàtica o vianants lents.